# Arnold Lyongrün

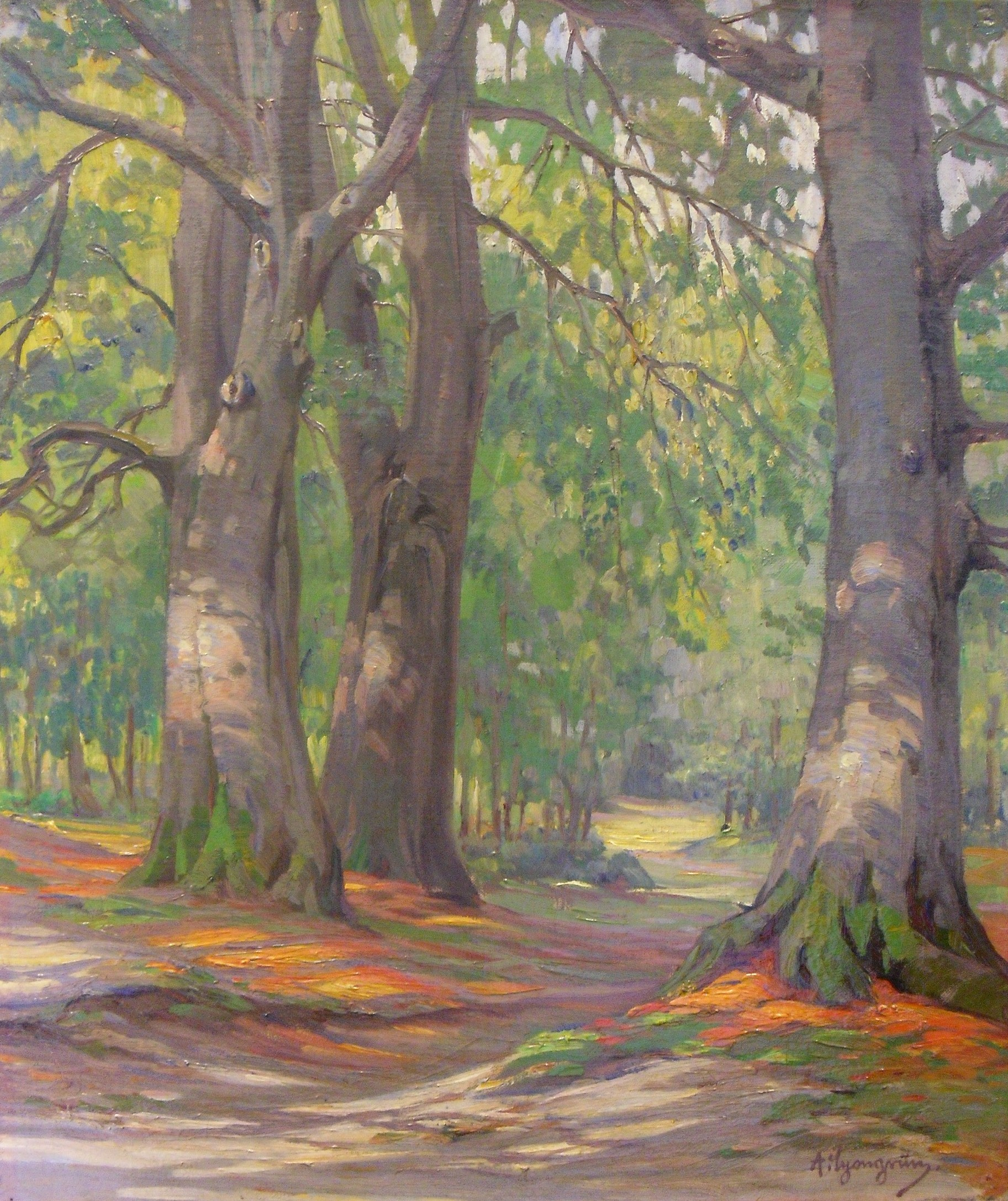
Buchenwald (1899)

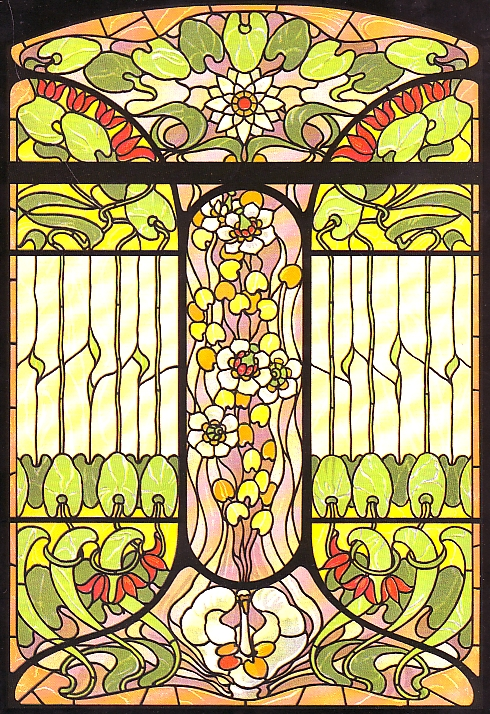
Vorlage für ein Jugendstilfenster (1900)

Ernst Arnold Lyongrün (* 2. Oktober 1871 in Domnau, Ostpreußen; † 1935 in Hamburg oder Brunshaupten oder 1946 in Rostock) war ein deutscher Maler und Grafiker des Naturalismus und des Jugendstils.

## Leben
Lyongrün studierte in Königsberg (Preußen) und an der Königlichen Kunst- und Gewerbeschule Breslau. Anschließend ging er nach Paris an die private Schule Académie Julian, dort wurde er Schüler bei Jules-Joseph Lefebvre und Tony Robert-Fleury. Er unternahm Studienreisen innerhalb Frankreichs, nach Österreich und Italien.
Ab 1898 war er im Hamburger Umland wohnhaft und tätig, zunächst in Buxtehude, später in Hamburg, wo er 1907–1908 als Lehrer an der Staatlichen Kunstgewerbeschule Hamburg arbeitete. Während des Ersten Weltkriegs wurde er als Soldat eingezogen. Danach war er seit 1919 freischaffender Maler in Hamburg, dort wurde er Mitglied der Hamburgischen Künstlerschaft, später im Reichsverband bildender Künstler Deutschlands (Berlin). Mehrere Jahre gehörte er zur Künstlerkolonie Ahrenshoop auf dem Darß.

## Werk
Während seiner Zeit in Frankreich wurde Lyongrün angeregt durch die Art Nouveau, insbesondere durch die École de Nancy. Er schuf verschiedene Vorlagenwerke für dekorative Kunst und Kunstgewerbe, darunter die Titel Neue freie Dekorationsmotive entwickelt aus dem Tier- und Pflanzenreich (1899), Neue Ideen für Dekorative Kunst (1901), Stil- und Naturformen, Moderne Vorbilder für Decken- und Wandmalerei (zusammen mit A. Eiserwag). Diese Werke sind Teil der Sammlung des Metropolitan Museum of Art in New York und werden heute noch verlegt.
In der Fachliteratur wird Lyongrün überwiegend als Landschafts- und Marinemaler eingeordnet. Überliefert sind verschiedene Gemälde mit Motiven aus dem Hochgebirge, dem Schwarzwald, der Lüneburger Heide, dem Alten Land bei Hamburg sowie von der Ostsee. Er malte aber auch einzelne Porträts und Genrebilder.
Ausgestellt wurden seine Werke 1911 in Hamburg im Museum für Hamburgische Geschichte und 1919 in der Hamburger Kunsthalle. Viele seiner Werke befinden sich in Privatsammlungen in Hamburg, Düren, Remscheid, Springe und in der Sammlung des Herzogs von Sachsen-Altenburg.

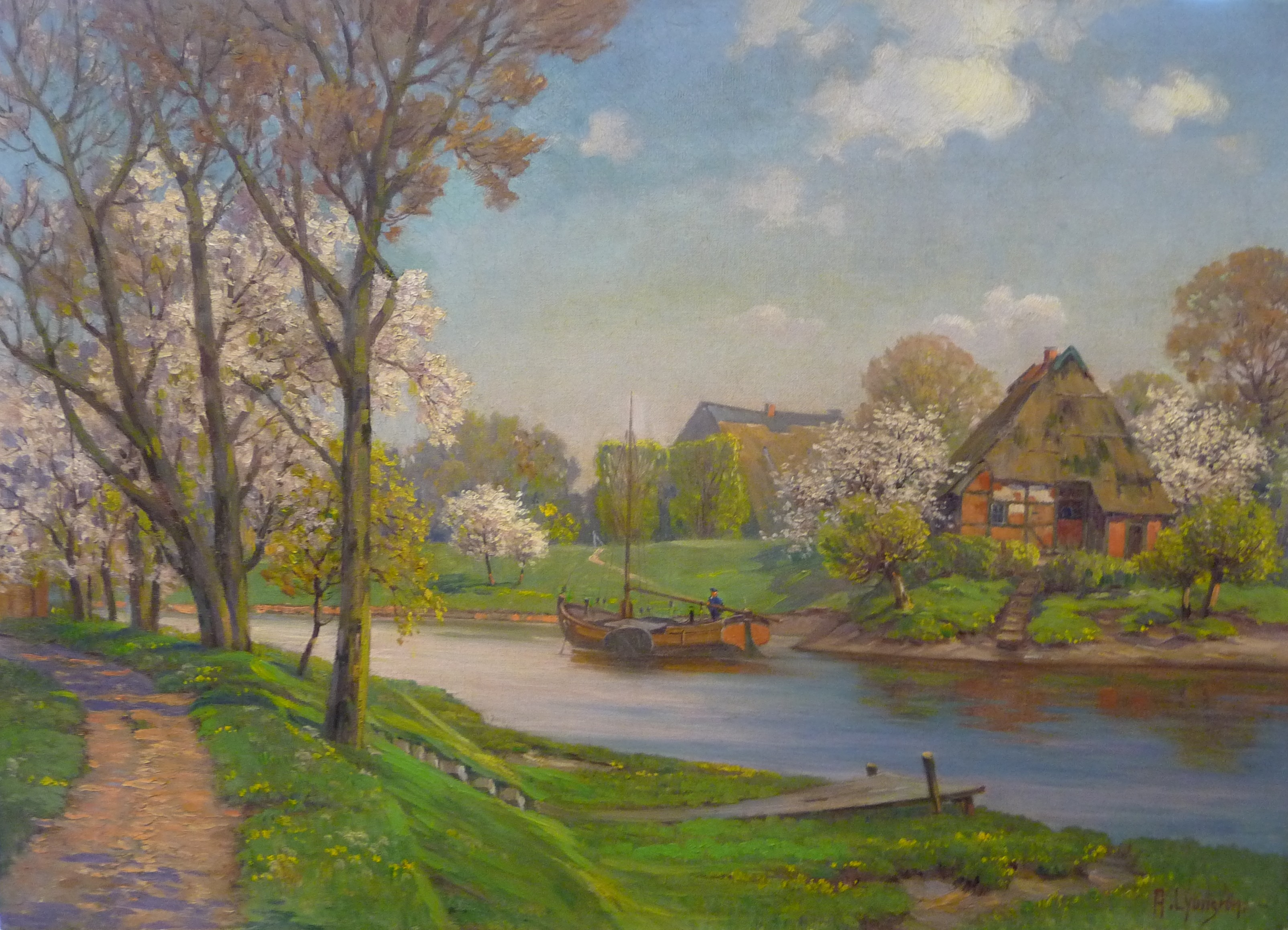
Frühling an der Lühe im Alten Land (1904)
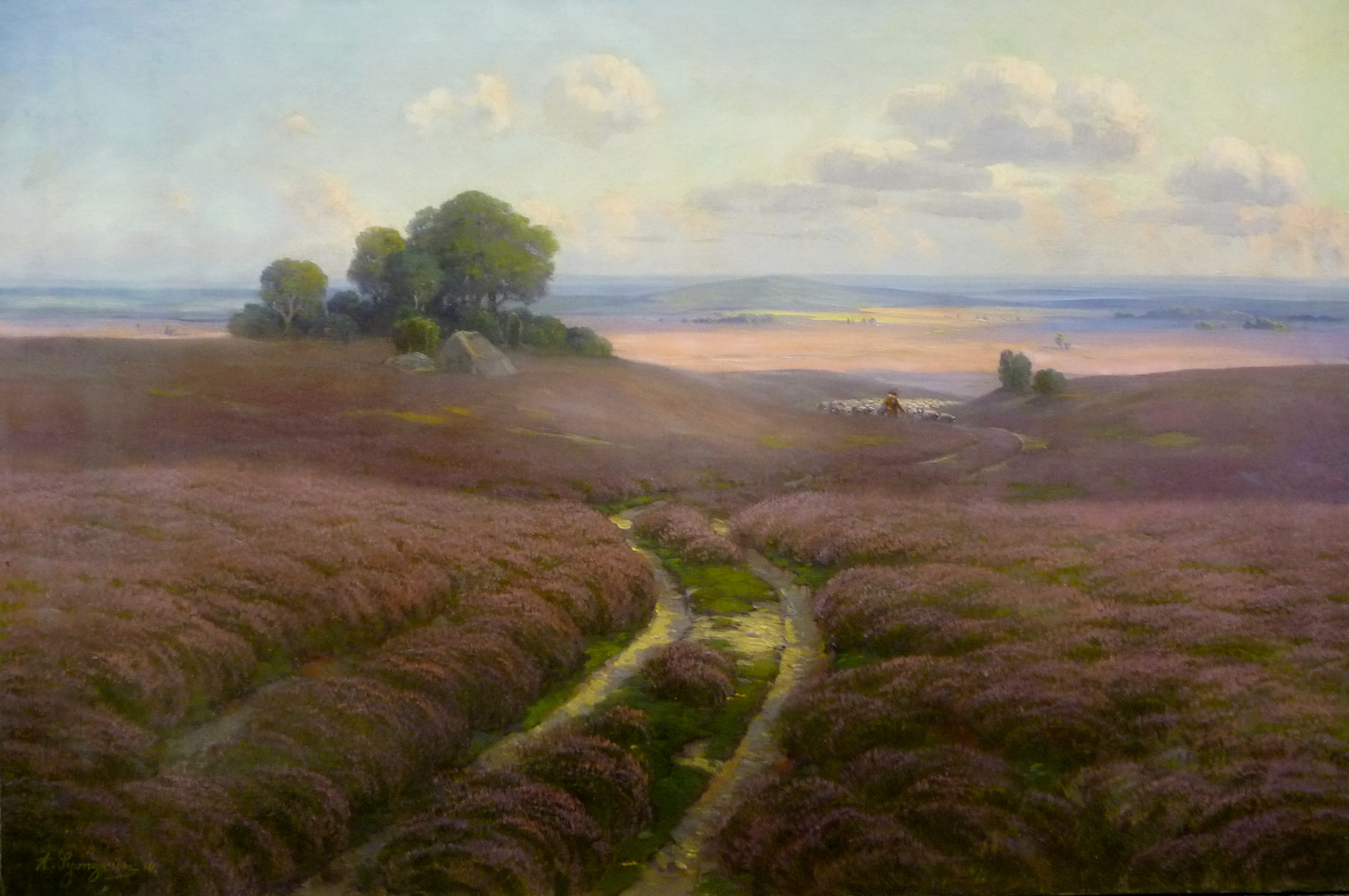
Auf blühender Heide (1910)
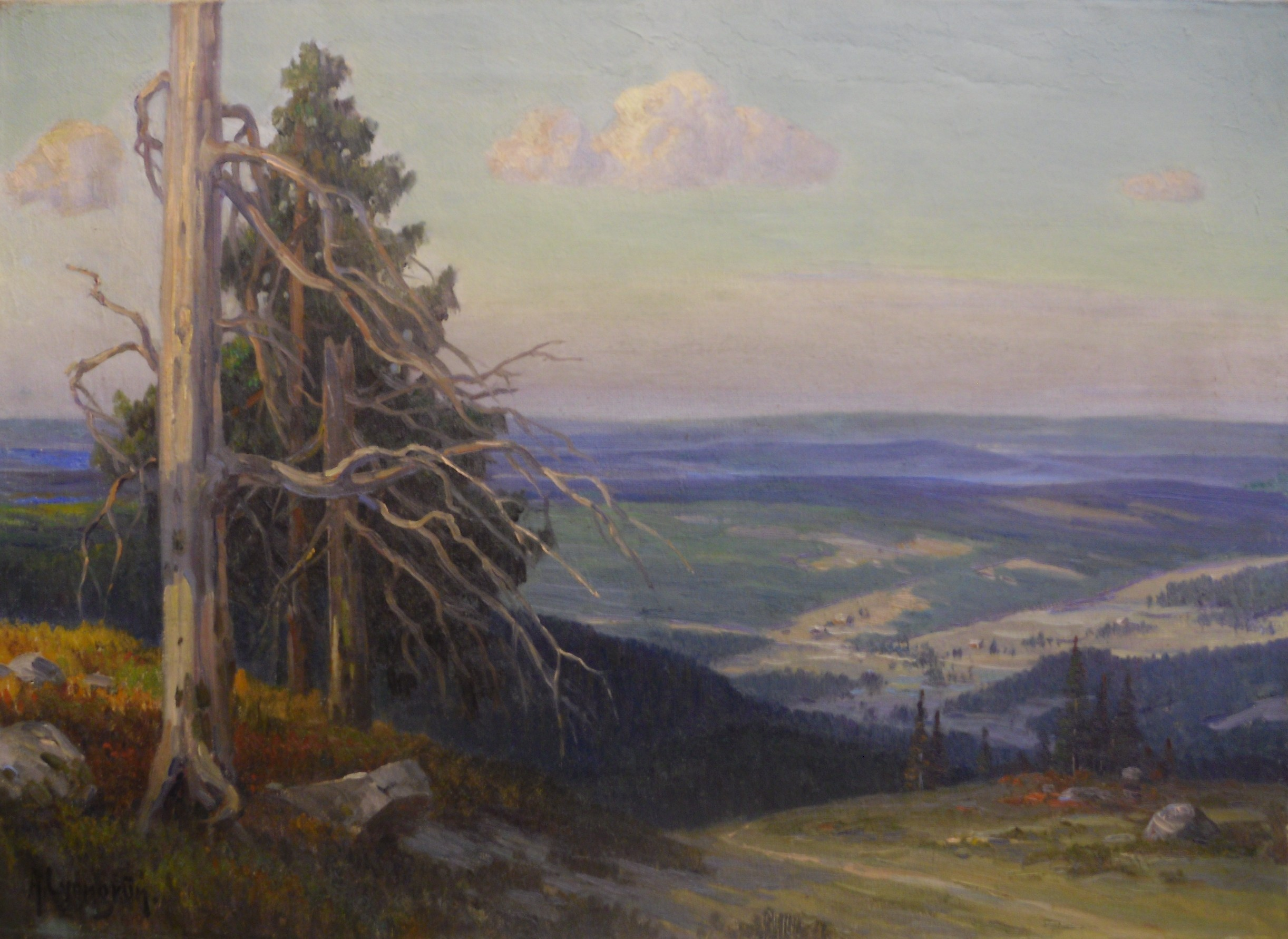
Blick vom Feldberg im Schwarzwald (1910)
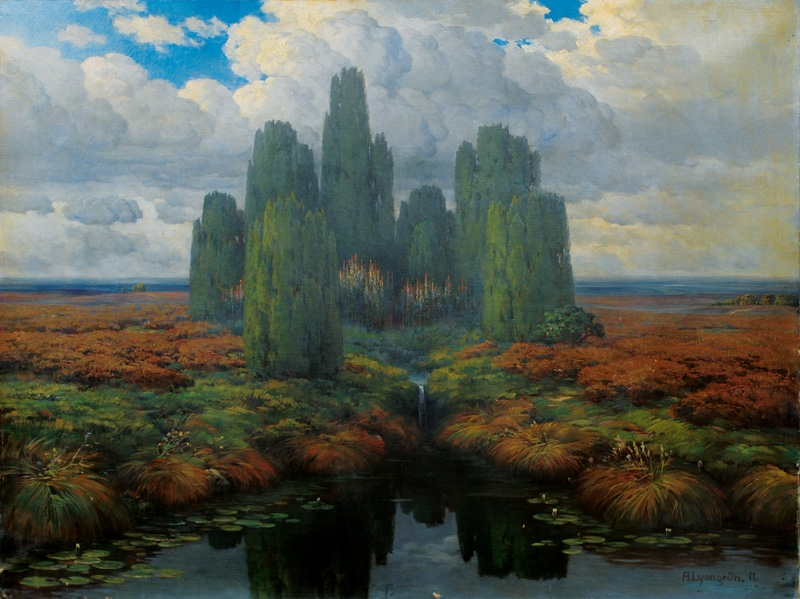
Die Quelle, (1911)
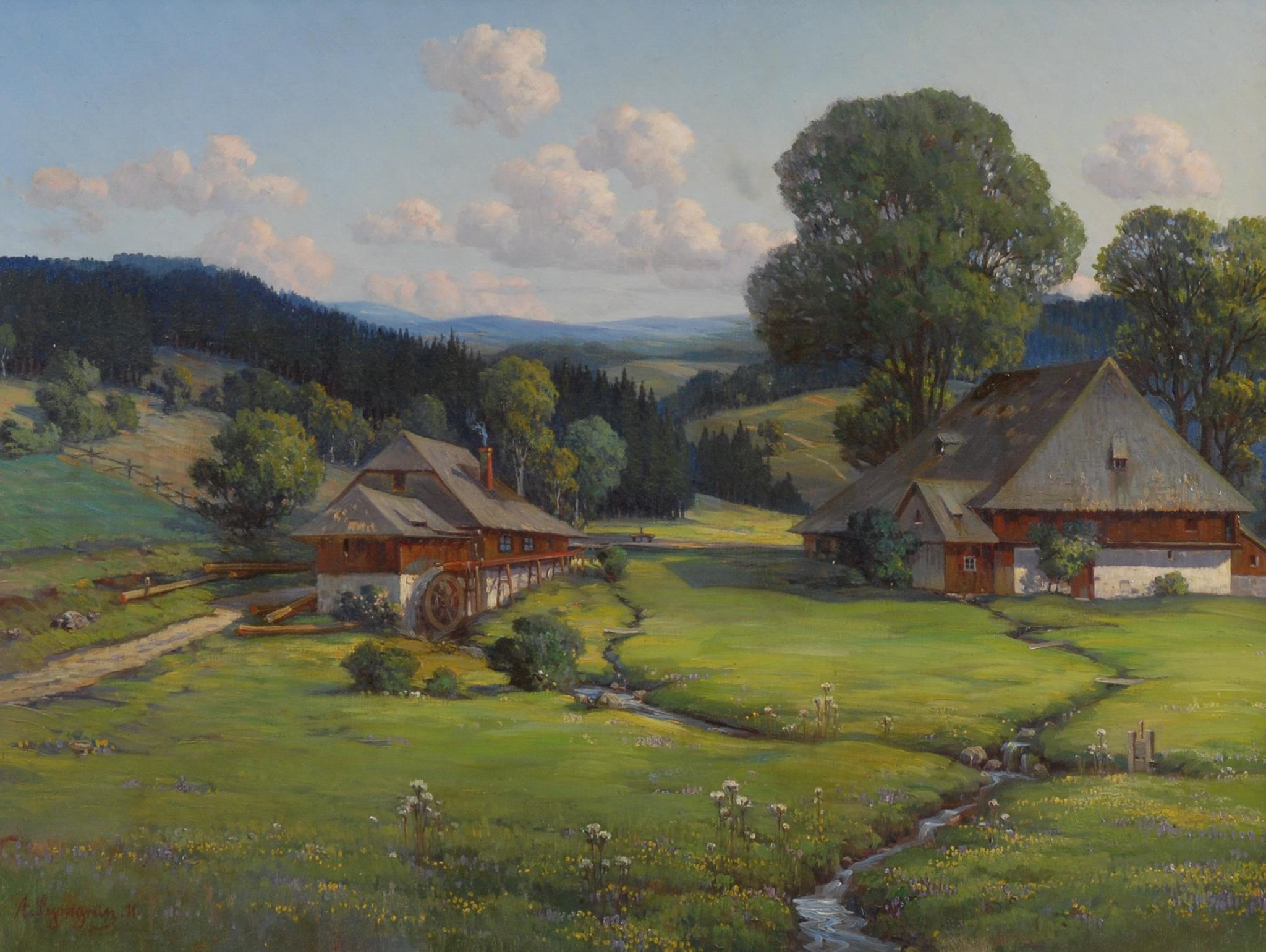
Wassermühle am Titisee im Schwarzwald, (1912)
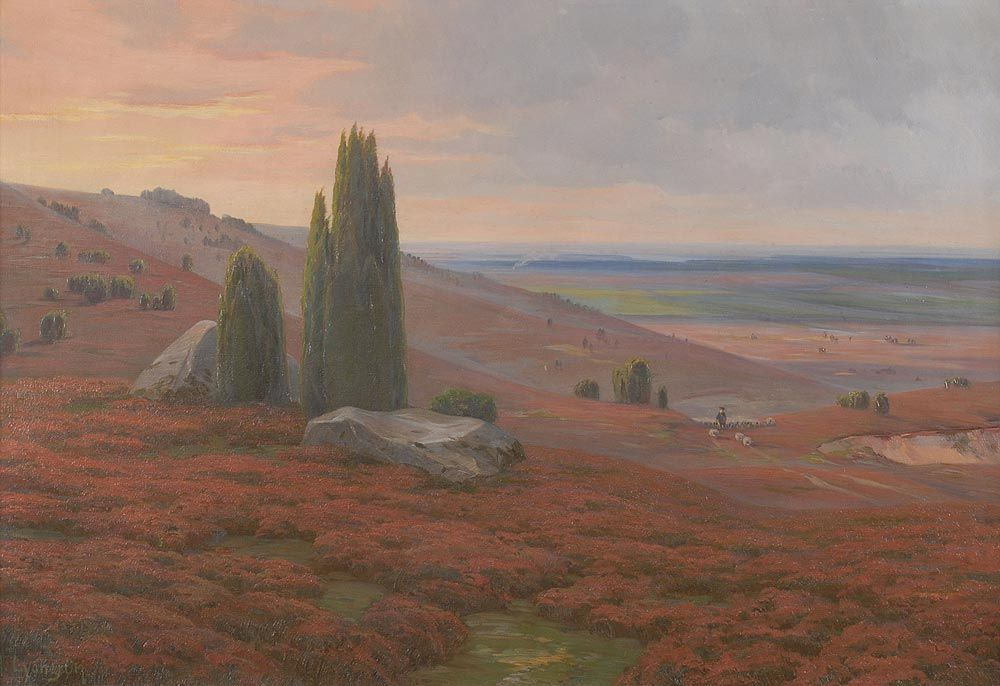
Heidelandschaft bei Wilsede (1912)
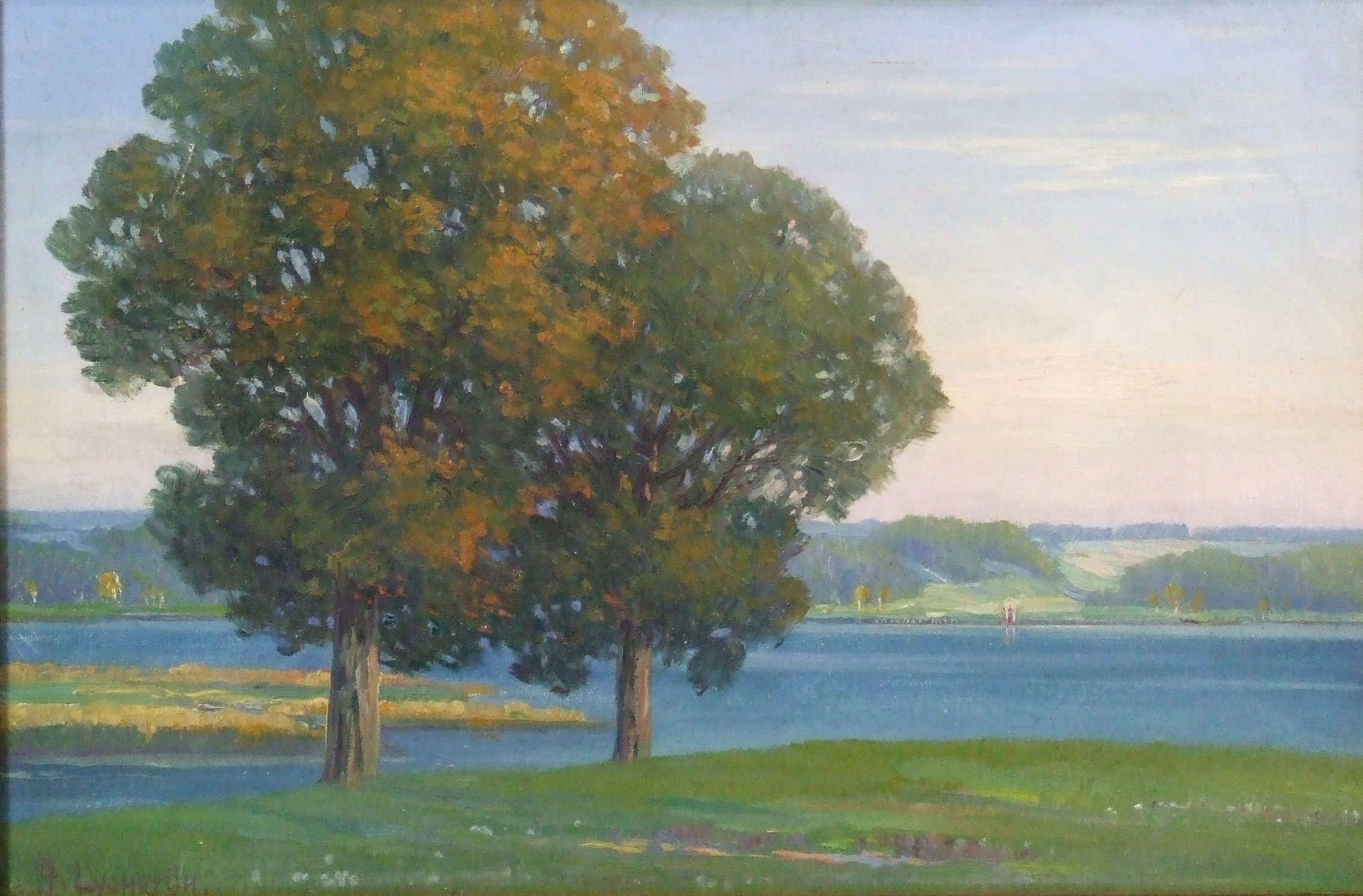
Eichen am Kellersee (1919)
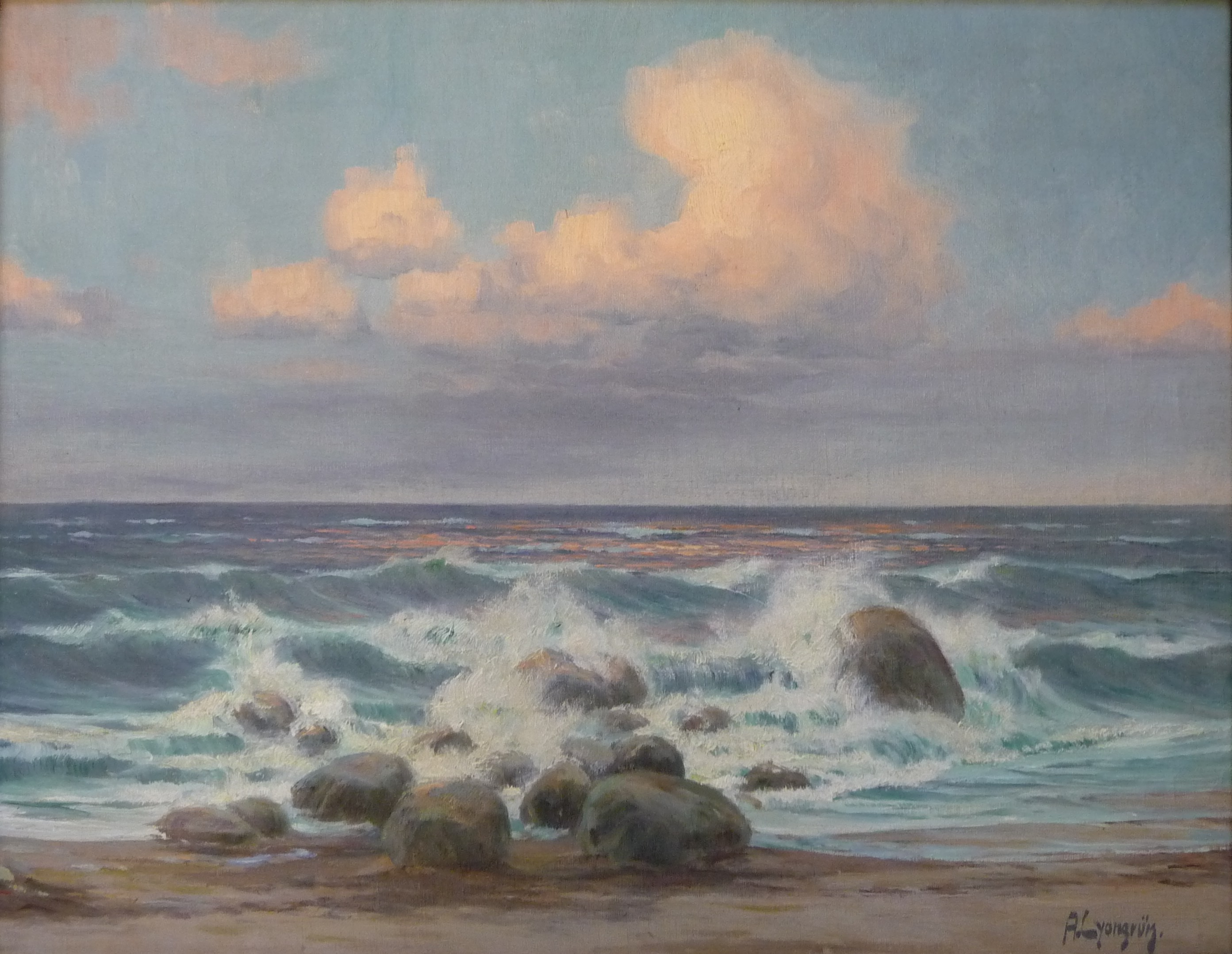
Abend an der Ostsee (1921)
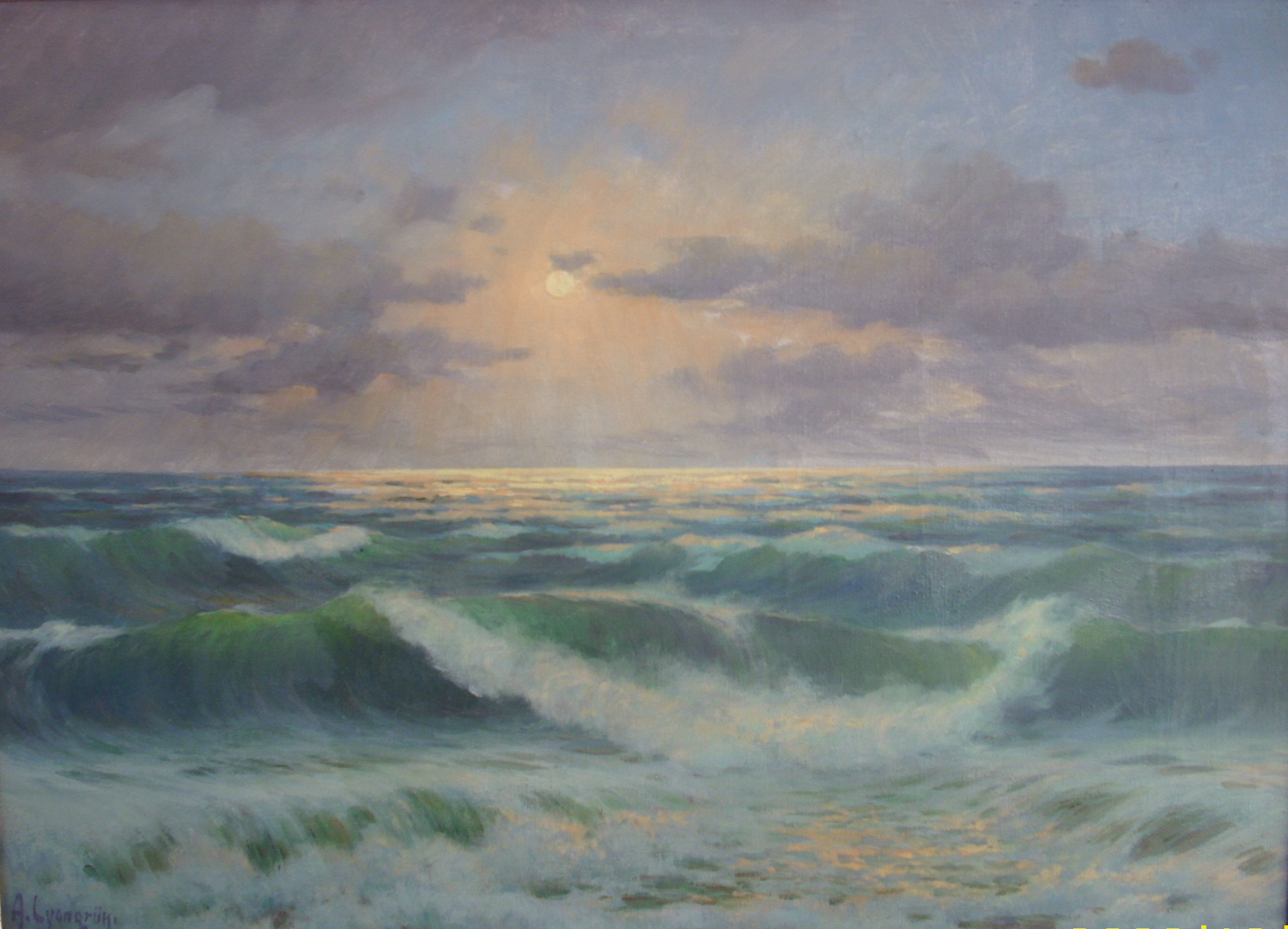
Ostseebrandung (1925)
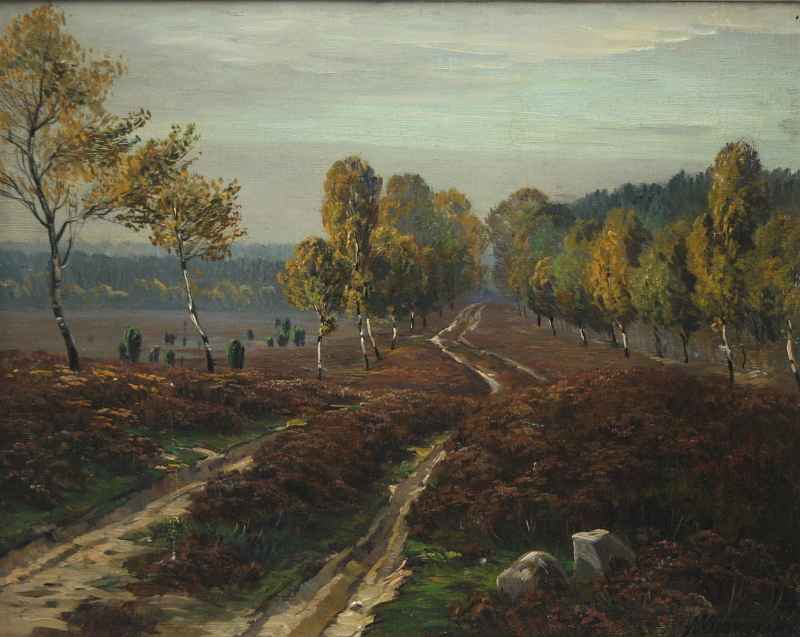
Weg in der Lüneburger Heide (1935)

## Vorlagenwerke
- Eine Sammlung naturalistischer Motive. Verlag Bernhard Friedrich Voigt, Leipzig 1898.
- Der moderne Stil, bearbeitet mit Rücksicht auf die praktische Verwendung im Kunstgewerbe. [Eine Sammlung naturalistischer Motive...]. Bernhard Friedrich Voigt, Leipzig 1898. (Digitalisat)
- Neue Ornamente. Verlag Ernst Wasmuth, Berlin 1899–1902.
- Vorbilder für Kunstverglasungen im Style der Neuzeit. Verlag Bruno Hessling, Berlin / New York 1900.
- Neue Ideen für dekorative Kunst und das Kunstgewerbe. Verlag Kanter & Mohr, Berlin 1903.
- Masterpieces of Art Nouveau, Stained Glass Design, 91 Motifs in full color. Verlag Dover Pubn, 1989.
- From Nature to Ornament, Organic Forms in the Art Nouveau Style. Dover Pictorial Archive Series, 2010.